# تشارلز روز (رياضي)
تشارلز روز (بالإنجليزية: Charles Rose)‏ (و. القرن 19 – القرن 20 م) هو رياضي أمريكي، شارك في الألعاب الأولمبية الصيفية 1904.

## روابط خارجية
- تشارلز روز على موقع أوليمبيديا (الإنجليزية)